# (You Drive Me) Crazy
(You Drive Me) Crazy (The Stop Remix!) is de derde single van popzangeres Britney Spears, oorspronkelijk afkomstig van haar debuutalbum ...Baby One More Time, maar later ook op haar verzamelalbum Greatest Hits: My Prerogative verschenen. De The Stop Remix!-versie van het lied, die de single was (in plaats van de originele versie), was voor het eerst te horen op de soundtrack van de film Drive Me Crazy. De soundtrack werd op 28 september 1999 uitgebracht. De single wordt Alarmschijf en staat vervolgens dertien weken in de Nederlandse Top 40, met nummer 2 als hoogste positie. Op deze positie verblijft het nummer twee weken.
Het lied is voornamelijk geschreven en geproduceerd door de man die Spears groot maakte, Max Martin. De dance-georiënteerde single gaat over Britneys verliefdheid, waarvan ze "crazy" (gek) wordt.

## Muziekvideo
De video voor Crazy werd, net als de vorige twee singles van ...Baby One More Time, geproduceerd door Nigel Dick. De clip werd opgenomen bij het Redondo Beach Power Station in Californië, en begint met Spears als serveerster in een restaurant. Later vertrekt ze om zich te verkleden voor een uitgebreide dansscène. Actrice Melissa Joan Hart heeft een cameo in de video, aangezien het lied gebruikt werd voor haar film Drive Me Crazy.
Crazy behaalde nét aan geen gouden plaat (50.000 exemplaren) in Nederland. Het nummer stond drie weken op nummer 2 in de Mega Top 100. Het was de nummer 38 bestverkochte single in Nederland van het jaar 1999.

## Remixes/officiële versies
- Album Version 3:17
- The Stop Remix! 3:16
- The Stop Remix! Instrumental 3:16
- Jazzy Jim's Hip-Hop Mix 3:40
- Jazzy Jim's Hip-Hop Bonus Beats 3:36
- Pimp Juice's Souled Out 4 Tha Suits Vocal Mix 6:30
- Pimp Juice's "Donkey Punch" Dub 7:10
- Spacedust Club Mix 7:20
- Spacedust Dark Dub 9:15
- Spacedust Pop Vocal Mix 8:00
- Mike Ski's Dub 8:24
- Mike Ski's Horn Dub 8:19
- Mike Ski's Horn Build 3:03
- The Rascal Dub 6:16
- Johnick Dub 6:31
- Lenny Bertoldo X-Mix 6:58
- Lenny Bertoldo Radio Edit 3:18
- ...Baby One More Time/Crazy Medley (Niet uitgebracht - Billboard Awards 1999)

| (You drive me) Crazy in de Nederlandse Top 40 | (You drive me) Crazy in de Nederlandse Top 40 | (You drive me) Crazy in de Nederlandse Top 40 | (You drive me) Crazy in de Nederlandse Top 40 | (You drive me) Crazy in de Nederlandse Top 40 | (You drive me) Crazy in de Nederlandse Top 40 | (You drive me) Crazy in de Nederlandse Top 40 | (You drive me) Crazy in de Nederlandse Top 40 | (You drive me) Crazy in de Nederlandse Top 40 | (You drive me) Crazy in de Nederlandse Top 40 | (You drive me) Crazy in de Nederlandse Top 40 | (You drive me) Crazy in de Nederlandse Top 40 | (You drive me) Crazy in de Nederlandse Top 40 | (You drive me) Crazy in de Nederlandse Top 40 | (You drive me) Crazy in de Nederlandse Top 40 |
| Week                                          | 1                                             | 2                                             | 3                                             | 4                                             | 5                                             | 6                                             | 7                                             | 8                                             | 9                                             | 10                                            | 11                                            | 12                                            | 13                                            | 14                                            |
| --------------------------------------------- | --------------------------------------------- | --------------------------------------------- | --------------------------------------------- | --------------------------------------------- | --------------------------------------------- | --------------------------------------------- | --------------------------------------------- | --------------------------------------------- | --------------------------------------------- | --------------------------------------------- | --------------------------------------------- | --------------------------------------------- | --------------------------------------------- | --------------------------------------------- |
| Nummer                                        | 12                                            | 3                                             | 2                                             | 2                                             | 3                                             | 3                                             | 7                                             | 12                                            | 15                                            | 20                                            | 22                                            | 23                                            | 34                                            | uit                                           |